# CFER-DT
CFER-DT est une station de télévision québécoise de langue française située à Rimouski dans la région du Bas-Saint-Laurent, Québec. Elle est détenue par Québecor Média et est affiliée au réseau TVA.
Son antenne numérique à Rimouski est d'une puissance de 3,3 kW alors que son antenne analogique à Sept-Îles est d'une puissance de 100 kW.

## Histoire
1977 : Entreprises Télé-Capitale Ltée a reçu l'autorisation d'exploiter de nouvelles stations de télévision à Rimouski (142 000 watts sur le canal 11) et Sept-Iles (3 800 watts sur le canal 5). La station entre en ondes le 4 juin 1978.
2024 : Le dernier bulletin régional enregistré à Rimouski est diffusé le 20 mai 2024.

### Identité visuelle (logo)

Logo de TVA de 1990 à novembre 2012.
Logo de TVA du 29 novembre 2012 au 11 novembre 2020[2].
Logo de TVA depuis le 11 novembre 2020[2].

## Télévision numérique terrestre
N'étant pas un « marché à transition obligatoire » vers le numérique, dont la date limite était le 31 août 2011, CFER-TV continuera d'émettre en analogique.
À la fin octobre 2014, le Groupe TVA dépose une demande afin de convertir l'émetteur de Rimouski au numérique sur le VHF 11 d'une puissance apparente rayonnée (PAR) moyenne de 1 732 watts (PAR maximale de 3 300 watts) et une hauteur effective d’antenne au-dessus du sol moyen de 430,1 m. La demande a été approuvée par le CRTC le 16 février 2015. L'émetteur est passé au numérique le 11 janvier 2016.